# Bastaardsatijnvlinder
De bastaardsatijnvlinder (Euproctis chrysorrhoea) is een nachtvlinder uit de familie van de spinneruilen (Erebidae) en de onderfamilie van de donsvlinders (Lymantriinae).

## Kenmerken
De spanwijdte bedraagt tussen de 36 en 42 millimeter. De vlinder is sneeuwwit met een bruin achterlichaam. De bastaardsatijnrups is in het begin zeer klein (1 mm dik en 5 mm lang), pikzwart van kleur en lastig te zien. De brandharen van de rupsen irriteren sterk en kunnen dus beter niet worden aangeraakt. De brandharen kunnen ook in de lucht voorkomen.

## Verspreiding en leefgebied
De vlinder komt voor in Europa, Noord-Afrika, Klein-Azië en als exoot in het oostelijk deel van Noord-Amerika. In Nederland en België komt de vlinder met name langs de kust voor.

## Leefwijze
De waardplanten van de bastaardsatijnrupsen komen uit de geslachten eik, Fagus, iep, braam, duindoorn en meidoorn. De vlinder neemt geen voedsel meer tot zich. De rups leeft in enorme spinsels.
De vliegtijd loopt van juni tot in augustus.